# الأناركية في نيوزيلندا
أدّت فلسفة الأناركية السياسية المناهضة للرأسمالية والدولة والسلطة دورًا متواضعًا في سياسة نيوزيلندا، لكنه كان مهمَّا ومتنوعًا.

## الجماعات الأناركية الحالية
توجد اليوم جماعة وطنية في أوكلاند، وشبكة أناركية نسوية وطنية، ومتاجر لبيع الكتب/ منصات إعلامية/ مساحات اجتماعية في أوكلاند وويلينغتون ودنيدن، ومكتبة على الإنترنت مقرها في كرايستشرش ومجموعة نشر في ويلينغتون. وتوجد مجلة أناركية وطنية وموقع إخباري وطني مستقل للنشطاء يديره أناركيون. يقيم العديد من الأناركيين المشاريع والمجموعات غير الأناركية ذات القيم المشابهة ويشاركون فيها ويؤدّون دورًا مهمًا في النشاط غير البرلماني.

### الجماعات الوطنية
- حركة تضامن عمال أوتياروا هي الجماعة الشيوعية الأناركية الوحيدة التي ما تزال موجودة في نيوزيلندا. وتضمّ أعضاء من جميع أنحاء البلاد. نشأت منذ أكثر من 10 سنوات واستعادت بعضًا من نشاطها في عام 2020.[1]
- ما وراء المقاومة هي جماعة شيوعية أناركية تضم أعضاء من جميع أنحاء نيوزيلندا. تدار المجموعة من كرايستشرش حيث انخرطت في تنظيم المجتمع بشأن الزلازل الأخيرة،[2] وهي تدير مجموعات للنقاشات الشهرية وتعرض أفلامًا سياسية.
- الأناركيون المسيحيون في جنوب المحيط الهادئ (إس بي سي إيه)[3] هي شبكة أناركية مسيحية تضم أعضاء في نيوزيلندا وأستراليا وجنوب شرق آسيا. تأسست في تاورانجا عام 2006 وعقدت تجمّعات في: تاورانجا موانا (2006)، بريزبان (2007)، كرايستشرش (2008)، ملبورن (2009)، ويلينغتون (2010)، أوتاكي (2011)، هوكينغا (2012)، رواتوريا (2013). يُخطَّط لإقامة حدث 2017 في تاورانجا. ينخرط المنتسبون في مجموعة واسعة من النشاطات الاجتماعية والثقافية والدينية والسياسية ويشارك عدد منهم في أعمال مباشرة غير عنيفة، أبرزها في نيوزيلندا هو الإغلاق المؤقت لقاعدة تجسس وايهوباي التابعة لمكتب أمن الاتصالات الحكومية في أبريل ومايو 2008 بعد دخول القاعدة وخرق قبة الرادار بالمناجل،[4][5] والأعمال التي حدثت في أستراليا من ضمنها التسلل في عام 2009 إلى المنطقة التي تجري فيها مناورة تاليسمان سيبر العسكرية بالذخيرة الحية في منطقة شولوتر للتدريب العسكري في كوينزلاند،[6] وتعطيل مروحية تايغر للاستطلاع المسلح في مطار روكهامبتون في عام 2011.[7] يرتبط العديد من المنتسبين لإس بي سي إيه بعلاقات مع الحركة العمالية الكاثوليكية في نيوزيلندا وأستراليا.[8] أجرى البودكاست الأناركي الأمريكي ويتش سايد في الحلقة 187 مقابلةً مع مؤسسَي إس بي سي إيه، مانو كادي وغراهام كاميرون، في 6 يونيو 2016 حول أصول إس بي سي إيه والأنشطة الحالية.[9] أوضح غراهام كاميرون بعض مبادئ إس بي سي إيه السياسية وعقائدها في منشور مدونة في مايو 2016.[10] أطلقت المجموعة إصدارات معدودة لمجلة تسمى 'Co-Opted/Kia Ngātahi'.[11]

### الأناركية في أوكلاند حاليًا
هناك ثلاثة مشاريع أناركية رئيسية في أوكلاند في الوقت الحالي: حركة تضامن عمال أوتياروا وشبكة أوكلاند الأناركية والحراك الأناركي في أوتياروا - أوكلاند. يشارك الأناركيون بنشاط في مشاريع مثل تيوميك سايكل سبيس (ورشة تصليح دراجات أنشأها في البداية الأناركيون) وحراك أوكلاند لمواجهة الفقر (مجموعة حراك مباشر تستهدف المستحقين والعاطلين عن العمل).